# Kohat
Kohat är en stad i den pakistanska provinsen Khyber Pakhtunkhwa. Den är huvudort för ett distrikt med samma namn, och folkmängden uppgick till cirka 230 000 invånare vid folkräkningen 2017.